# Europäischer Handwerkspreis

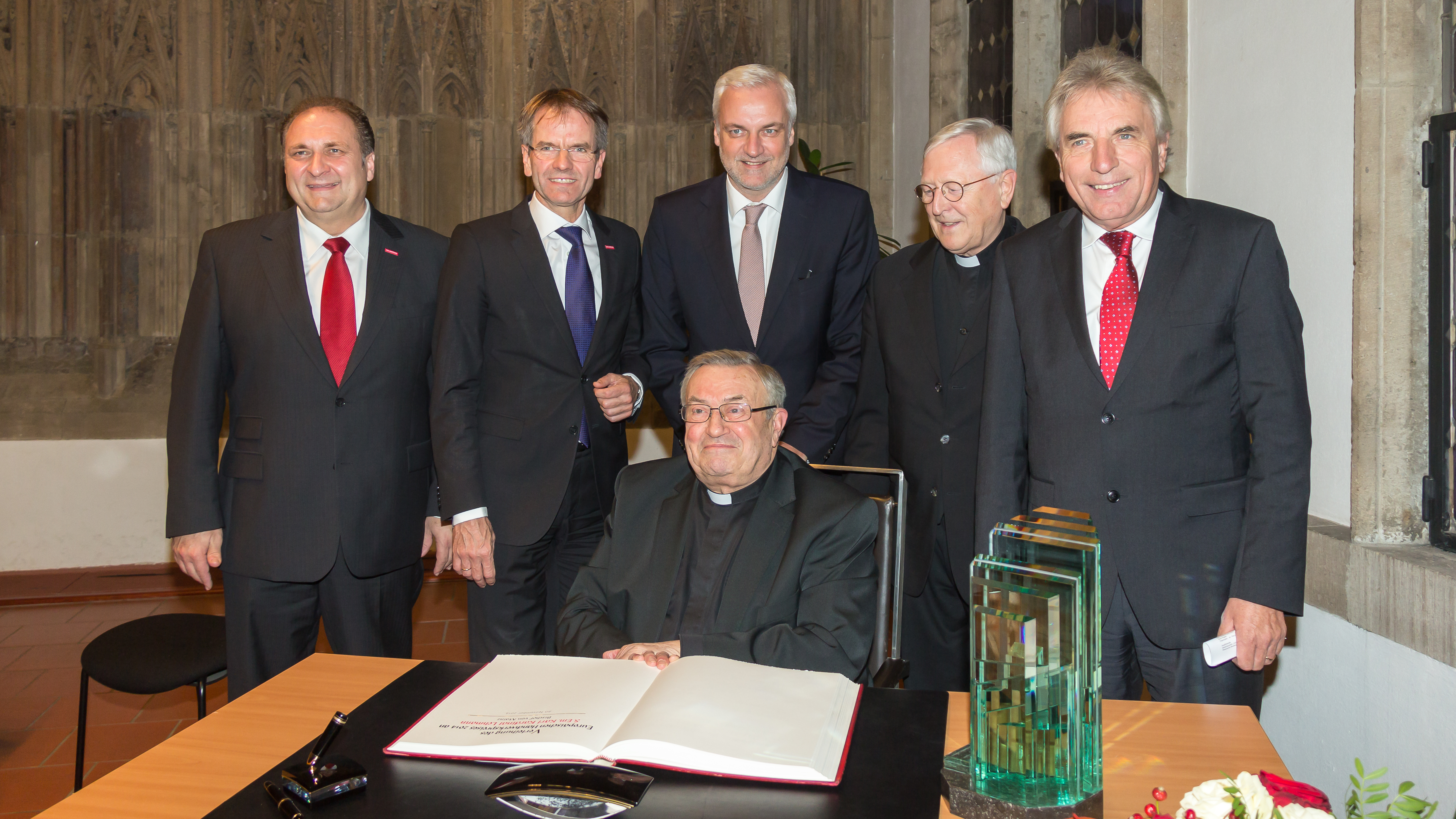
Verleihung des Europäischen Handwerkspreises an Karl Kardinal Lehmann
Sitzend: Kardinal Lehmann.
Stehend von links nach rechts: Hans Peter Wollseifer, Laudator Andreas Ehlert, Minister Garrelt Duin, Weihbischof Manfred Melzer, Oberbürgermeister Jürgen Roters (2014)

Der Europäische Handwerkspreis ist eine Auszeichnung des Handwerks in Nordrhein-Westfalen. Vergeben wird der Preis vom Nordrhein-Westfälischen Handwerkstag an Personen des internationalen öffentlichen Lebens, die sich in ganz besonderer Weise um das Handwerk und den Mittelstand verdient gemacht haben. Erstmals fand die Verleihung 1992 statt; bis 2002 in einem jährlich Rhythmus, seit 2004 wird der Europäische Handwerkspreis alle zwei Jahre verliehen.

## Preisträger

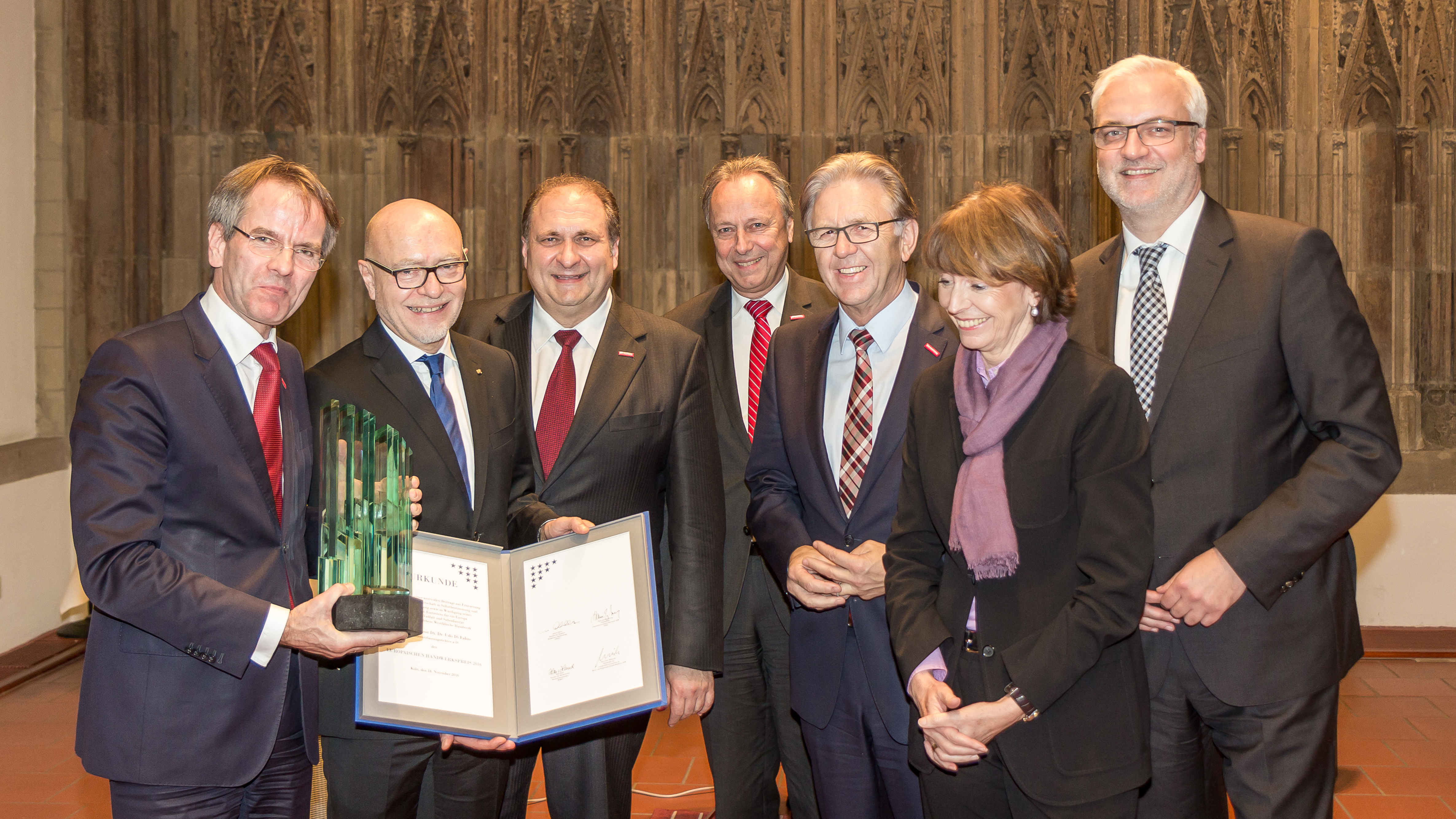
Verleihung des Europäischen Handwerkspreises an Udo Di Fabio (2. von links), 2016

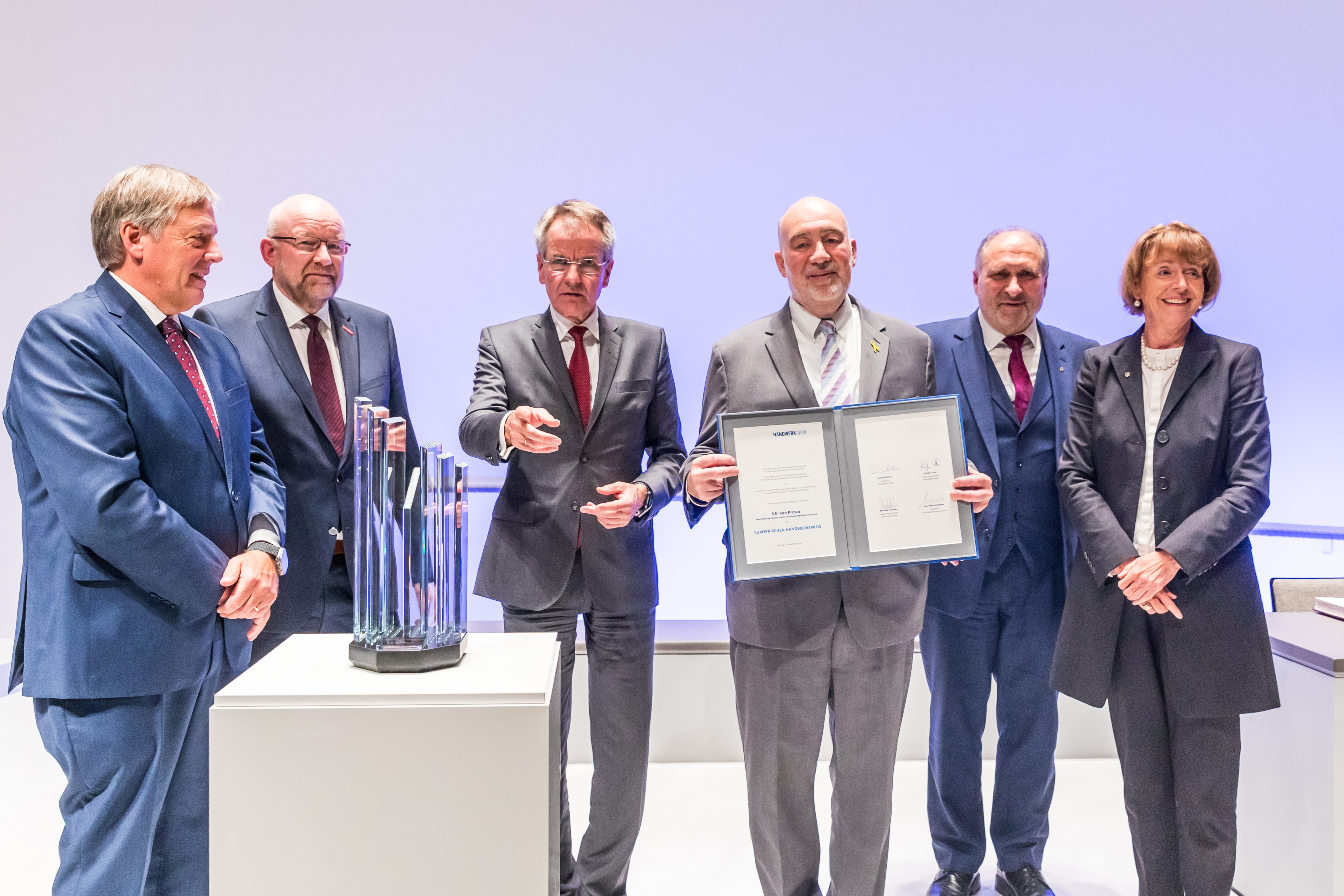
Verleihung des Europäischen Handwerkspreises an Botschafter Ron Prosor (4. von links), 2024

- 1992 Helmut Kohl
- 1993 Leo Tindemans
- 1994 Johannes Rau
- 1995 Wolfgang Schäuble
- 1996 Václav Klaus
- 1997 Hans Tietmeyer
- 1998 Karel van Miert
- 1999 Jean-Claude Juncker
- 2000 Kurt Biedenkopf
- 2001 Wolfgang Clement
- 2002 Juri Michailowitsch Luschkow
- 2004 Jürgen Rüttgers
- 2006 Guido Westerwelle
- 2008 Richard Sennett
- 2010 Nikolaus Schneider
- 2012 Roman Herzog
- 2014 Karl Kardinal Lehmann
- 2016 Udo Di Fabio
- 2018 Joachim Gauck
- 2021 Armin Laschet
- 2022 Lars Feld
- 2024 Ron Prosor[1]